# Кубок Ліхтенштейну з футболу 1959—1960
Кубок Ліхтенштейну з футболу 1959—1960 — 15-й розіграш кубкового футбольного турніру в Ліхтенштейні. Титул здобув Вадуц.

## Перший раунд
| Команда 1 | Рахунок | Команда 2 |
| --------- | ------- | --------- |
| Вадуц-2   | 3–2 дч  | Трізен II |
| Руггелль  | 0–1     | Маурен    |

## Другий раунд
Клуби Вадуц-2 та Маурен були розформовані.

## 1/2 фіналу
| Команда 1 | Рахунок | Команда 2 |
| --------- | ------- | --------- |
| Вадуц     | 11–1    | Трізен    |
| Бальцерс  | 0–4     | Шан       |

## Фінал
| 18 вересня 1960 |

| Вадуц | 3–2 | Шан |
| ----- | --- | --- |
|       |     |     |

| Вадуц |